# Bettina Hirschberg
Bettina Hirschberg (* 1959 in Bönnigheim, auch: Dagny-Bettina Hirschberg) ist eine deutsche Künstlerin.

## Leben
Bettina Hirschberg studierte Germanistik und Philosophie an der Ludwig-Maximilians-Universität München. 1986 fand ihr erster Auftritt im „Unterhaus“ in Mainz satt, 1987 folgte das „Sprungbrett“ im WDR-Fernsehen. 1988 bekam sie den Kleinkunstpreis für Lied und Chanson des Landes Baden-Württemberg verliehen u. a. für ihre Vertonung des Gedichts für Klavier und Stimme von Ingeborg Bachmann: „Die große Fracht“. In den folgenden Jahren bestritt sie Tourneen durch Deutschland, Österreich und die Schweiz. 1998 zog sich Bettina Hirschberg aus dem Tourneebetrieb zurück, den sie im Februar 2015 wieder aufnahm.

## Leistungen
Bettina Hirschberg arbeitet als Lyrikerin, Komponistin, Sängerin und Pianistin. Ein Programmpunkt neben den eigenen Texten in ihren Konzerten sind Lyrik-Vertonungen der sog. „Verbrannten Dichter“ (Bücherverbrennung in Deutschland am 10. Mai 1933). Bettina Hirschberg vertonte u. a. Werke von Theodor Kramer, Mascha Kaléko, Hans Sahl, Louis Fürnberg, Max Herrmann-Neisse, Ferdinand Hardekopf. Auch Gedichtvertonungen von Gottfried Benn gehören zu ihren Kompositionen, die zwischen Blues, singer/songwriter amerikanischer Prägung und deutschem Kunstlied im Sinne Schuberts changieren. Im Film „Comedian Harmonists“ von Joseph Vilsmaier (1997) spielte sie eine Nebenrolle. Ihre Leistung als Lyrikerin ist durch die Aufnahme in einschlägige Anthologien ausgewiesen. Ein ARD-Porträt „Bettina“ von Lutz Neumann in der Reihe „Allerhand Leute“ dokumentiert den Werdegang und ihre Reputation unter Berufskollegen wie Konstantin Wecker und Karl Krolow.

## Werke
Musik
- In manchen Nächten. (CD). Polygram, Hamburg 1992.
- Pianofrau (Live) (CD). BMG/Aris (Sony), Hamburg 1997.

Lyrik
- Nixenliebe. und Im Mietshaus. In: Matthias Politycki (Hrsg.): Hundert notwendige Gedichte Und ein überflüssiges. Luchterhand, Hamburg/Zürich 1992, ISBN 3-630-86783-9.
- als Dagny-Bettina Hirschberg: Fugato. Erinnerungen an eine lichttechnische Errungenschaft. und Frühlingsgesang (mit Coda). In: Hamburger Ziegel. Jahrbuch für Literatur. IV. Hamburg 1995/1996, ISBN 3-930802-12-0.
- Schicksal. Erinnerungen an eine lichttechnische Errungenschaft. In: Sabine Göttel (Hrsg.): Passagen. Neue Texte. PoCul-Verlag für Politik und Cultur, Saarbrücken 1993, ISBN 3-929435-09-8.
- Als einer verreiste. In: Matthias Politycki und Anton G. Leitner (Hrsg.): DAS GEDICHT - DAS BESTE AUS 20 JAHREN …und für die nächsten 20 Jahre; Band 20, Jubiläumsausgabe. 1. Auflage Oktober 2012 sowie 2. Auflage Januar 2013.
- Enttäuschung in kunstbeflissenen Kreisen. In: Gabriele Trinckler (Hrsg.): Aal Beet Zeh. Lesen & Schreiben, Gedichte. Aus der Reihe: POESIE 21, Herausgeber: Anton G. Leitner

Literaturhistorische Arbeit
- Dagny-Bettina Hirschberg: „Kunststadt München“ – Zur Genese des München-Bildes in Heinrich Manns Roman „Die Jagd nach Liebe“. In: Heinrich-Mann-Jahrbuch. VI. Lübeck 1989, ISSN 0176-3318.